# Festival Verano Naranja 2006
La III versión del Festival Verano Naranja se realizó entre los días 8 y 13 de febrero de 2006 en el Estadio Regional de Antofagasta de la ciudad de Antofagasta en Chile. El evento fue desarrollado por la Municipalidad de Antofagasta, encabezada en ese entonces por el Alcalde Daniel Adaro, en el marco de la celebración del 127° Aniversario de la ciudad.

## Desarrollo

### Miércoles 8 de febrero (Día de las Raíces)
- Inti Illimani
- Sol y Lluvia
- Los Picantes
- Los Jaivas

### Jueves 9 de febrero (Noche Mexicana)
- Lupita Aguilar
- Eliseo Guevara
- Los Llaneros de la Frontera
- Charola Pizarro (humorista)
- Los Hermanos Bustos

### Viernes 10 de febrero (Día de la Juventud)
- Tiro de Gracia
- Quique Neira
- Bombo Fica (humorista)
- Álvaro Henríquez

### Sábado 11 de febrero (Día del Recuerdo)
- Lucho Barrios
- Luis Dimas
- Yaco Monti
- Manolo Galván
- Paulo Iglesias (humorista)
- Tormenta

### Domingo 12 de febrero (Los Ochenta)
- Florcita Motuda
- Sexual Democracia
- Super Banda de los 80
- Arturo Ruíz-Tagle (humorista)
- GIT

### Lunes 13 de febrero (Jornada de Clausura)
- Zinatel
- Los Atletas de la Risa (humoristas)
- Ruperto (Christian Henríquez)[3] (humorista)
- José Luis "Puma" Rodríguez
- Los Maravillosos De Jose Villanueva

## Anécdotas
- Durante la primera noche del festival, el escenario sufre una falla técnica la cual imposibilitó la presentación de Los Jaivas. Sin embargo, la organización del festival y el mismo grupo musical llegaron a un acuerdo en donde Los Jaivas abrirán la segunda noche (Noche mexicana)
- Por una invitación del alcalde Daniel Adaro Silva, llega a las celebraciones del 127° aniversario de la ciudad S.E. el presidente de la República don Ricardo Lagos Escobar acompañado de su esposa Sra Luisa Durán y parte de su gabinete. El lunes 13 de febrero y en vísperas de un nuevo aniversario de la ciudad, el presidente Lagos en un auto descubierto y acompañado del alcalde recorre la pista de cenizas del Estadio Regional ovacionado por cerca de treinta mil asistentes a la cita. En la oportunidad el presidente agradece a los asistentes estas muestras de cariño en sus últimas semanas de gobernante, la cual culmina el 11 de marzo con la entrega de mando a la presidenta electa Michelle Bachelet Jeria, triunfadora de las últimas elecciones presidenciales. Lagos y su esposa asisten posteriormente al Balneario Municipal para el tradicional festival pirotécnico Esperando el 14. Ricardo Lagos se convierte en el segundo presidente de la república en dar la vuelta por el Estadio Regional la cual se realizó por primera vez el 8 de octubre de 1964 por el presidente Jorge Alessandri Rodríguez durante la inauguración del recinto de avenida Angamos.